# Act of Valor
Act of Valor è un film d'azione americano del 2012 diretto da Mike McCoy e Scott Waugh, scritto da Kurt Johnstad. Come interpreti dei protagonisti sono presenti: Alex Veadov, Roselyn Sánchez, Nestor Serrano e Emilio Rivera e soldati dei Navy SEAL. Il film è stato distribuito dalla Relativity Media il 24 febbraio 2012.
Inoltre ha incassato $81 milioni in tutto il mondo, venendo nominato al Golden Globe 2013 per la miglior canzone originale.

## Trama
Nelle Filippine in una scuola elementare un terrorista con un'autobomba uccide l'ambasciatore degli Stati Uniti, suo figlio, e decine di bambini. L'ideatore dell'attentato è un terrorista ceceno di nome Abu Shabal (Jason Cottle) uscito da un campo di addestramento in Indonesia.
In Costa Rica, invece, due agenti della CIA, Walter Ross (Nestor Serrano) e Lisa Morales (Roselyn Sanchez) si incontrano per fare il punto sulle operazioni riguardanti il loro obiettivo: un trafficante di droga di nome Mikhail "Christo" Troykovich. Gli uomini di Christo però uccidono Ross e catturano Morales che viene imprigionata in un campo nella giungla e torturata.
A Coronado, sette Navy SEALs sono a casa. Il tenente Drift confida a capo Dave che sua moglie è incinta e invita tutta la squadra a trascorrere del tempo insieme con le loro famiglie fino alla loro successiva missione. Il Team viene quindi inviato in Costa Rica per salvare l'agente Morales.
I sette Navy SEALs vengono paracadutati nella giungla per l'operazione di salvataggio e all'alba due battelli armati vengono inviati in appoggio lungo il fiume sul quale è costruito il campo di prigionia ed un mini-drone radiocomandato permette alle squadre di identificare i nemici. I Seals avvicinatisi al campo sentono le urla della Morales torturata e decidono di entrare immediatamente in azione e, nonostante Mikey venga colpito ad un occhio, salvano la Morales e con lei recuperano un telefono cellulare con le informazioni che la donna aveva raccolto. Tuttavia, lo scontro a fuoco ha allertato le forze nemiche che si dirigono verso il campo per cui i Seals fuggono con un camion nemico e vengono salvati dalle barche d'appoggio che neutralizzano i nemici sparando con le minigun installate sulle imbarcazioni.
Christo e Shabal, che si scoprono essere amici d'infanzia, si incontrano a Kiev. Christo sa che la CIA lo sta controllando e informa Shabal che il loro progetto comunque andrà a compimento. Shabal viene condotto da Christo nella fabbrica dove sono assemblati i giubbotti bomba contenenti cuscinetti a sfera in ceramica in quanto la ceramica può eludere i metal detector e inoltre i giubbotti sono confezionati in modo così sottili da poter essere indossati senza destare sospetti.
Nel frattempo su una nave d'assalto anfibia l'ufficiale Miller, a capo delle operazioni della squadra di SEAL, informa Drift che Mikey sopravviverà, ma che ha perso la vista da un occhio e informa che hanno avuto conferma che Shabal e Christo stanno lavorando insieme. Il piano di Shabal, terrorista musulmano di vecchia scuola, è quello di portare il jihād in territorio statunitense mentre Christo non è un semplice trafficante di droga, ma un contrabbandiere che gestisce anche il traffico di clandestini verso gli Stati Uniti.
Due dei Seals, Ajay e Ray, sono inviati in Somalia, dove è in corso un trasferimento di armi che coinvolge Shaba mentre l'Ufficiale Miller parte alla caccia di Christo in un punto imprecisato dell'oceano. Il Tenente Drift dà una lettera a Dave nel caso in cui venisse ucciso.
In Somalia viene confermata la presenza di Shabal e di altri sedici terroristi e viene identificato il loro aereo. Seguendo il piano di volo identificano che si dirigono su un'isola al largo della Baja California, dove la squadra dà l'assalto al mezzo. L'attacco ha successo e porta alla morte di otto terroristi ma Drift è quasi ucciso da un RPG che lo colpisce in pieno petto ma non detona.
Nel frattempo, nel Pacifico del Sud, Christo si nasconde a bordo del suo yacht, difeso da mezzi armati e mercenari. Identificato lo yacht, vengono inviati diversi elicotteri e motoscafi armati che, uccise le guardie, catturano Christo. Miller conduce l'interrogatorio minacciando l'uomo di separarlo per sempre dalla sua famiglia e Christo decide così di collaborare e rivela la sua complicità con Shabal ed i suoi piani che prevedono di far esplodere dei martiri di origine filippina con indosso i giubbotti all'interno del territorio degli Stati Uniti. Il loro obiettivo è quello di creare il panico e produrre un danno economico superiore addirittura a quello degli attacchi dell'11 settembre.
I Seals sono informati del fatto che non tutti i loro obiettivi sono stati neutralizzati ma che la metà di essi, tra cui lo stesso Shabal, sono diretti verso gli Stati Uniti. I Seals, in collaborazione con le forze speciali messicane, sono inviati a neutralizzare gli obiettivi rimanenti anche se l'assalto sarà estremamente pericoloso, poiché i contrabbandieri sono supportati dal cartello della droga locale. I Seals e le forze messicane danno l'assalto alla fabbrica dove si nascondono i terroristi, nascondendosi nei cassone ribaltabile di un camion. Quando raggiungono il tunnel, un nemico getta una granata F1 nella stanza e Drift la vede ma, capendo che la sua squadra non può fuggire dalla stanza in tempo, vi si getta sopra ferendosi mortalmente. Dave infuriato dal sacrificio dell'amico insegue i terroristi da solo e li raggiunge mentre cercano di fuggire attraverso un tunnel. Esaurite le munizioni Dave estrae la pistola per fermare Shabal che però lo colpisce con quasi trenta colpi di AK-47 ferendolo gravemente. Shabal successivamente viene intercettato da Sonny che lo uccide.
Sul finale viene rivelato che la narrazione di Dave per tutto il film era una lettera scritta per il figlio di Drift, nella quale viene spiegato il valore del padre che egli non conoscerà mai, e che termina con la poesia "Live Your Life" di Tecumseh.

## Produzione
Nel 2007, Mike McCoy (noto anche come Mouse McCoy) e Scott Waugh della Bandito Brothers Production avevano girato un video per il corpo speciale SWCC (Special Warfare Combatant-craft Crewmen) specializzato in incursioni dietro le linee nemiche con l'utilizzo spesso di imbarcazioni agili e veloci e la Marina degli Stati Uniti aveva messo loro a disposizione veri SEAL in servizio attivo. Dopo aver trascorso così tanto tempo a lavorare a stretto contatto con i Seals, McCoy e Waugh svilupparono l'idea di un moderno film d'azione che avesse come protagonista questo corpo speciale. I registi si resero conto ben presto che gli attori non avrebbero potuto interpretare realisticamente i ruoli che avevano scritto e così i Seals passarono da semplici consulenti ad attori veri e propri. I nomi dei Seals sono rimasti comunque anonimi, in quanto nessuno dei loro nomi appare nei crediti del film.
Il film è stato realizzato in collaborazione con Tom Clancy e per la Marina Militare Americana la pellicola ha avuto lo scopo promozionale di reclutare nuovi Seals.
Relativity Media ha acquisito i diritti per il progetto il 12 giugno 2011 per $13 milioni con $30 milioni di impegno pubblicitario. Deadline.com ha definito questa "la cifra più alta mai pagata per un film con un cast sconosciuto". Il budget di produzione è stato stimato essere tra $15 milioni e 18 milioni.
Le riprese si sono svolte in Cambogia. A Phnom Penh è stata girata la scena dell'esplosione con 300 bambini come comparse mentre altre scene sono state girate a San Diego al Blue Foot Bar e in una casa nella zona di North Park. Altre location sono state in Messico), Porto Rico, Ucraina), Florida e al John C. Stennis Space Center nel Mississippi.

## Promozione
Il trailer italiano è stato diffuso il 10 marzo 2012.

## Distribuzione
Il film è uscito in USA il 24 febbraio 2012, mentre è arrivato nelle sale italiane il 4 aprile 2012, distribuito da M2 Pictures.

## Premi e riconoscimenti
Il film è stato candidato al Teen Choice Awards 2012, come Miglior film d'azione.
La canzone For You di Keith Urban, è stata nominata per un Golden Globe come Miglior canzone originale.

## Accoglienza
Il film su Rotten Tomatoes ha totalizzato un indice di gradimento del 26% basandosi su 137 recensioni, con un punteggio di 4.5/10.

## Colonna sonora
Relativity Media il 21 febbraio 2012 ha pubblicato ufficialmente la colonna sonora del film. Essa include 10 canzoni di artisti appartenenti al genere country.